# Piazza Gae Aulenti
Piazza Gae Aulenti è una piazza pedonale della città di Milano.
Sopraelevata e di forma circolare, ha un diametro di 100 metri ed è situata nel quartiere Isola, davanti all’ingresso della stazione ferroviaria di Porta Garibaldi e appena fuori dal margine est del Centro direzionale.

## Descrizione

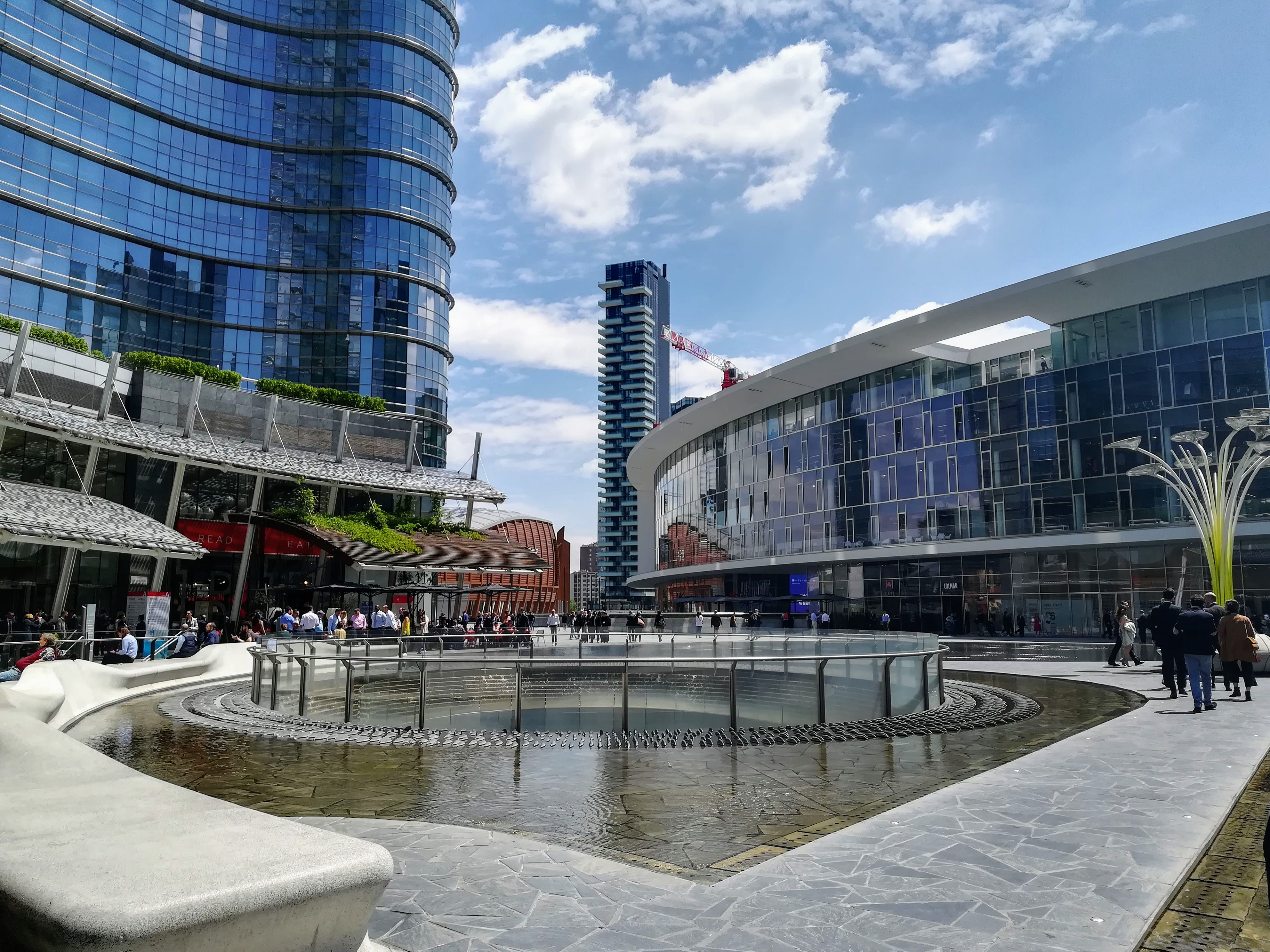
Piazza Gae Aulenti

Rialzata di 6 metri rispetto al livello della via Vincenzo Capelli, l'accesso da sud, e di circa 15 metri rispetto a viale Luigi Sturzo, l'accesso da ovest, è stata progettata dal prestigioso studio di architettura statunitense Pelli Clarke & Partners di César Pelli a completamento dei grattacieli che si trovano immediatamente accanto, attualmente di proprietà del fondo Immobiliare Porta Nuova Garibaldi e concessi in locazione a diverse multinazionali, tra cui la principale è la banca UniCredit.
L'inaugurazione è avvenuta il giorno 8 dicembre 2012, con la conseguente intitolazione alla nota designer e architetta italiana Gae Aulenti, scomparsa poco meno di due mesi prima.
Come dalla vicina piazza Alvar Aalto, anche da Gae Aulenti si può godere ottimamente dello skyline di Milano. Sono visibili le Torri Garibaldi e gli adiacenti grattacieli del complesso residenziale del Bosco Verticale, il Palazzo Lombardia (sede della giunta regionale), la Torre Galfa, la Torre Servizi Tecnici Comunali, il Grattacielo Pirelli, le torri residenziali Solaria, Solea e Aria e una porzione della Torre Diamante. Oltre a ciò, dal livello della piazza è possibile avere una visione d'insieme imponente dell'UniCredit Tower, sede della banca omonima, che con i suoi 231 metri è il grattacielo più alto d'Italia.
Simbolo della Milano contemporanea, piazza Gae Aulenti è ambientazione di diversi spot e servizi fotografici, nonché di eventi musicali e sociali, anche grazie alla presenza dell'IBM Studios, spazio polifunzionale in legno e cemento al confine tra la piazza e la Biblioteca degli Alberi.

## Accessibilità
La piazza, situata nel Municipio 9 di Milano, è il centro nevralgico non solo del Progetto Porta Nuova e del Centro direzionale, ma anche di una delle aree più ricettive della città, grazie alle presenza delle linee metropolitane M2 e M5, della stazione di Milano Porta Garibaldi, servita da numerose linee ferroviarie regionali ed a lunga percorrenza e dal passante ferroviario, e di importanti strade come via Melchiorre Gioia.
Trattandosi di una piazza pedonale, è facilmente raggiungibile a piedi da cinque diverse direzioni:
- da nord mediante un viale pedonale che la collega a via Gaetano de Castillia, dove ha sede il Bosco Verticale;
- da ovest grazie a un'ampia scalinata provvista di ascensori che comunica con viale Luigi Sturzo e un sottopasso che conduce alla Stazione di Milano Porta Garibaldi;
- da est attraverso una passerella che, sorpassando via Melchiorre Gioia, la collega a piazza Alvar Aalto e il business district a cui fa capo la Torre Diamante;
- da sud per mezzo di un ponte pedonale che sorpassa via Gaspare Rosales conducendo in via Vincenzo Capelli e fino a Corso Como, oppure di una scalinata che si conclude in via Francesco Viganò;
- attraverso la Biblioteca degli Alberi, un ampio parco cuore simbolico della riqualificazione dell'area, un tempo degradata.

## Vita sociale e commerciale
La vocazione prevalentemente lavorativa della piazza, data dalla presenza degli uffici UniCredit in una delle torri che la sovrastano e degli uffici AXA dal lato opposto della strada adiacente, non le ha impedito di diventare una meta apprezzata da vari tipi di visitatori, sia cittadini che turisti. La vicinanza con Corso Como e l'appartenenza al quartiere Isola la pongono in una posizione strategica per la movida serale, mentre la presenza di tre ampie fontane provviste di giochi d'acqua, di luce e musica costituisce un'attrattiva molto apprezzata. Non è raro, nel periodo estivo, che diverse persone giochino e si rinfreschino negli specchi d'acqua.
Molto spesso la piazza viene allestita con stand e decorazioni in occasione di ricorrenze, come durante le festività natalizie, ed eventi particolari, come la Settimana della moda.
Il primo fine settimana di marzo 2014, Gae Aulenti ha ospitato gli eventi di inaugurazione delle fermate Isola e Garibaldi FS della linea M5. 

## Trasporti
- Garibaldi FS
- Stazione di Milano Porta Garibaldi
- Stazione di Milano Porta Garibaldi sotterranea

## Galleria d'immagini

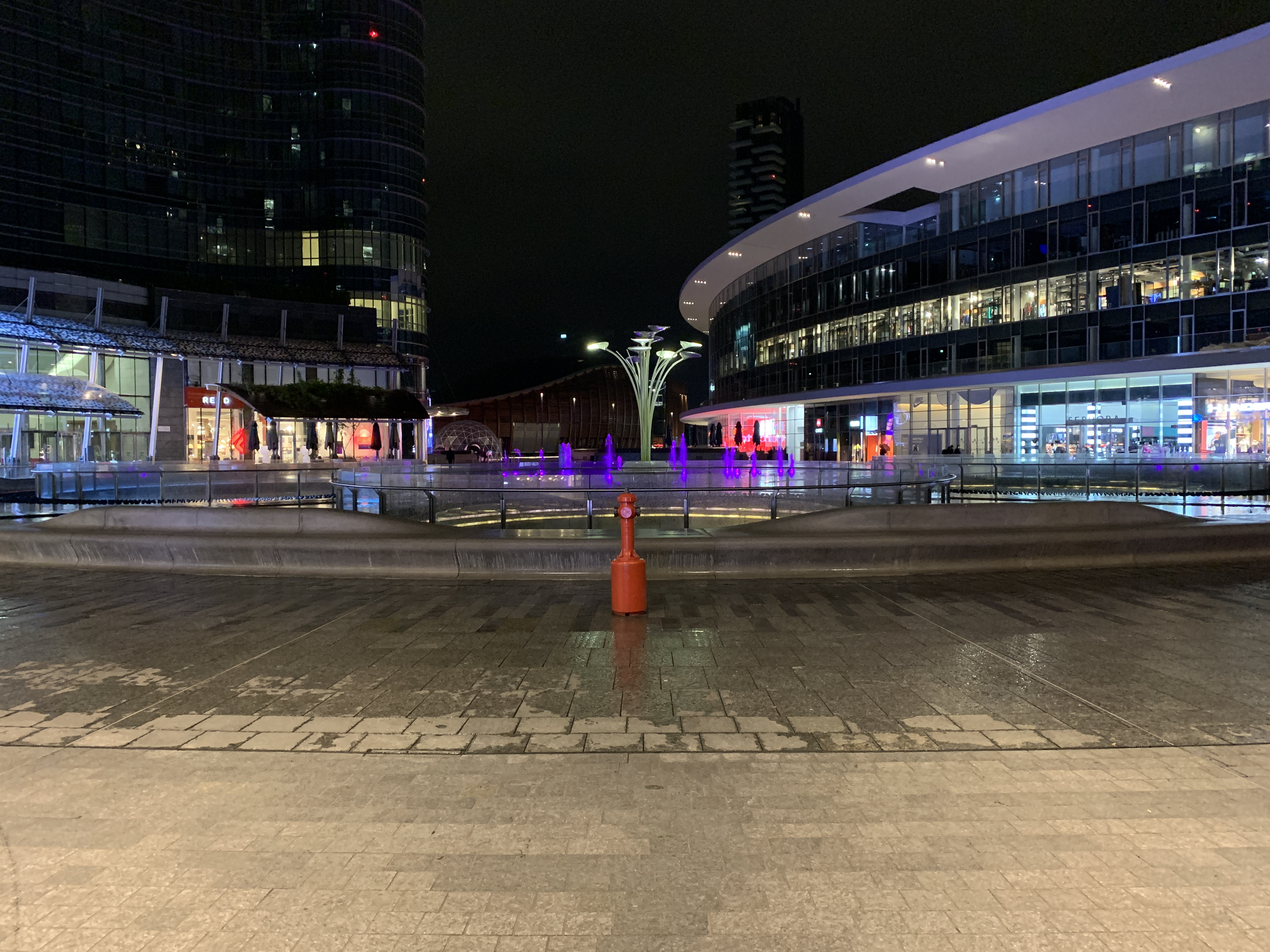
Piazza Gae Aulenti di sera
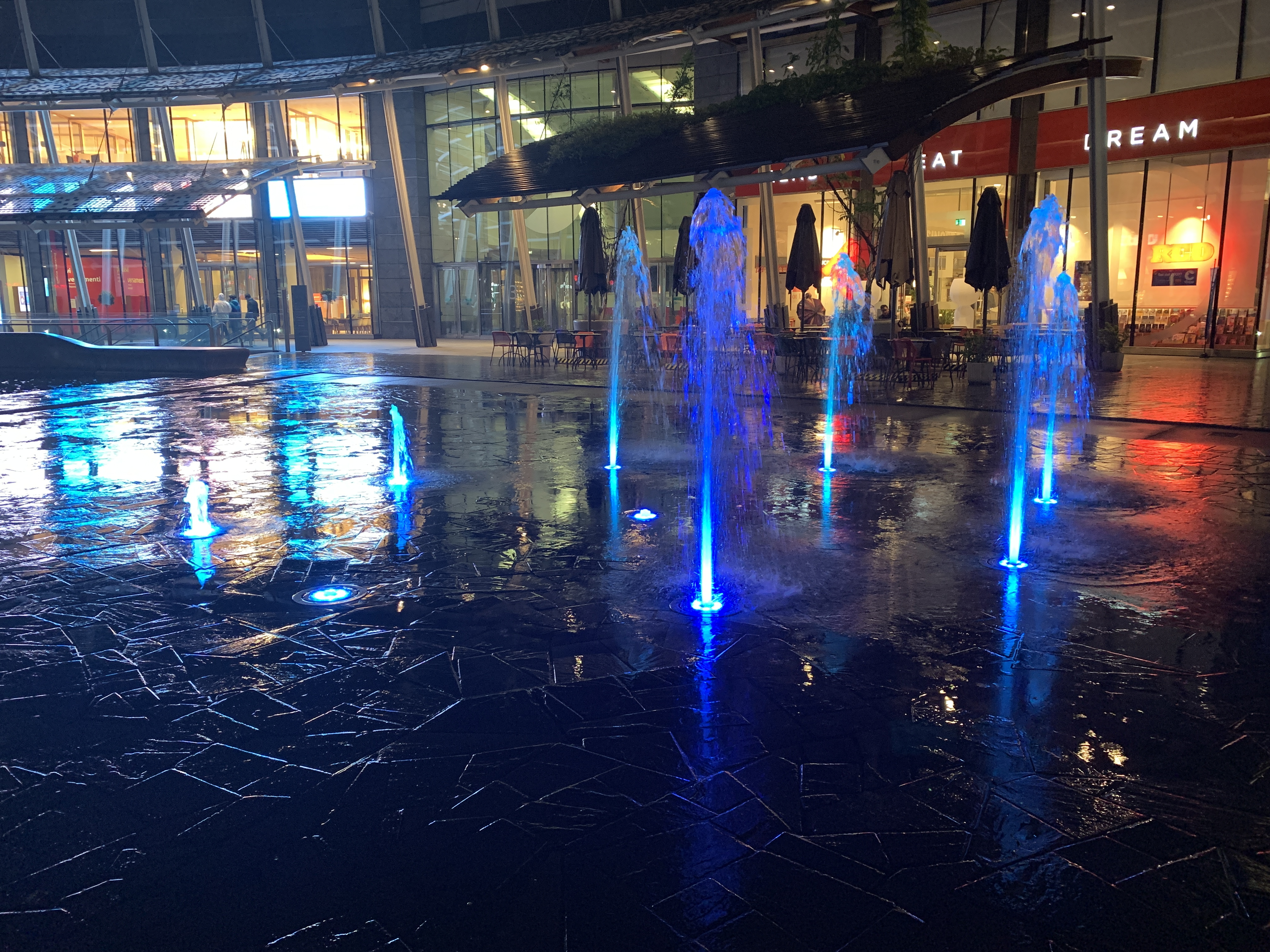
Getti d'acqua in Piazza Gae Aulenti
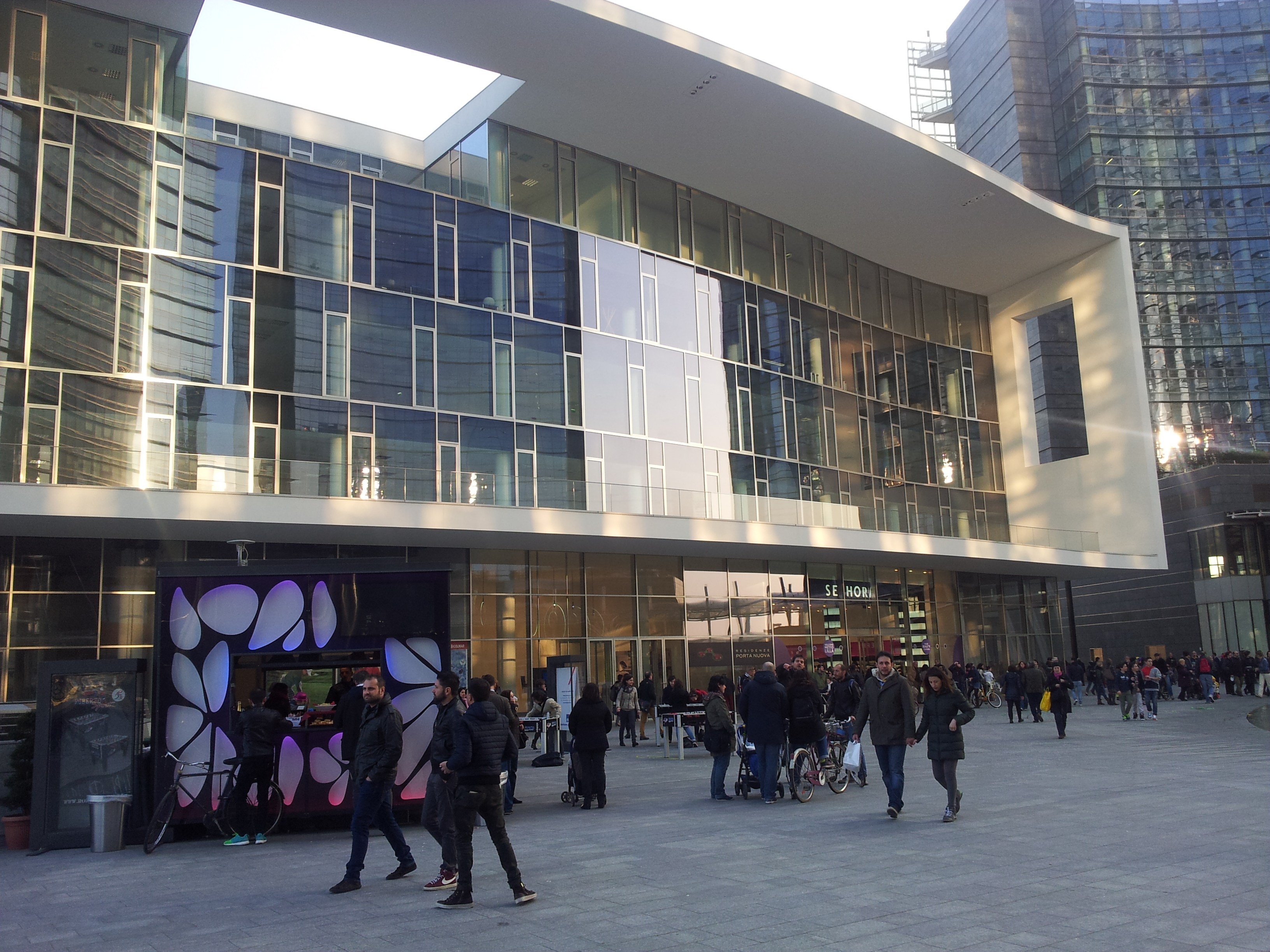
Edifici E1-E2